# 聂文权
聂文权（1949年—），吉林榆树人，汉族，中华人民共和国政治人物、第十二届全国人民代表大会吉林地区代表。
毕业于吉林农业大学农经系农业经济管理专业，加入中国共产党。担任吉林省第十一届人大常委会党组书记、副主任。2008年起担任全国人大代表。2013年，被选为全国人大代表。